# David Gordon

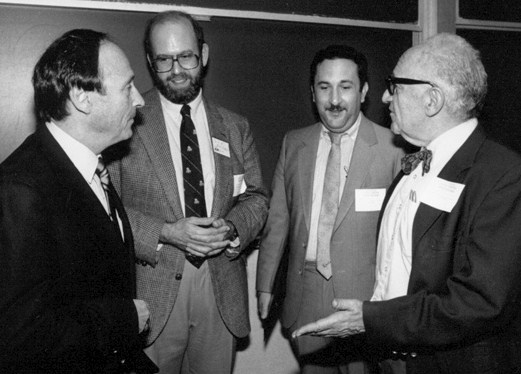
Burton Blumert, Lew Rockwell, David Gordon y Murray Rothbard.

David Gordon (7 de abril de 1948) es un filósofo libertario e historiador intelectual influenciado por las opiniones rothbardianas de la economía. Es investigador sénior en el Instituto Ludwig von Mises y editor de "The Mises Review." Gordon obtuvo sus grados de la Universidad de California en Los Ángeles, incluyendo un doctorado en historia intelectual. Ha colaborado en publicaciones académicas tales como Analysis, International Philosophical Quarterly, Journal of Libertarian Studies, Quarterly Journal of Austrian Economics, "Social Philosophy and Policy" y Econ Journal Watch. También ha publicado en el The Orange County Register, The American Conservative y The Freeman.
El libro de Gordon de 1991 Resurrecting Marx: The Analytical Marxists on Freedom, Exploitation, and Justice ha sido descrito como "una refutación de los intentos neo-marxistas de salvar el sistema de sí mismo." El libro, que responde a los argumentos de los filósofos políticos marxistas, incluyendo a Gerald Cohen, se reseñó en American Political Science Review y en "Journal of Communist Studies."
Su libro The Philosophical Origins of Austrian Economics, que explora los orígenes filosóficos de las teorías económicas de Carl Menger, fue muy elogiado por Murray Rothbard. Gordon escribió más tarde "Second thoughts on The Philosophical Origins of Austrian Economics" para responder a algunas preocupaciones académicas.
Gordon editó Secession, State & Liberty, una colección de once ensayos que componen el caso de que la secesión debería ser considerada seriamente. Los ensayos examinan la historia de Estados Unidos, examinan las cuestiones teóricas y aplican la teoría al mundo moderno.
Por su libro The Essential Rothbard, Gordon tuvo pleno acceso a la correspondencia privada de Murray Rothbard. El libro es una biografía intelectual que utiliza documentos privados y públicos para revisar el pensamiento económico de Rothbard, el método histórico, la ideología política, la perspectiva cultural y la teoría social.
Murray N. Rothbard describe a Gordon como un amigo y "Señor Erudición." Hans-Hermann Hoppe, lo describió como el "revisor semioficial de la comunidad libertaria". Brian Doherty, en su Radicals for Capitalism, escribe que Gordon es "el único hombre del entorno quién sabe tanto como hizo Rothbard sobre los antecedentes históricos, filosóficos y económicos del libertarismo ". [22] Orange Country Register describió a Gordon como un "polímata".
En 1985, Gordon trabajó con el profesor Walter Block en un artículo de revisión de la ley llamada "Extortion and the Exercise of Free Speech Rights", que explora las contradicciones y paradojas en las leyes contra el chantaje y las condiciones en que dichas leyes son aceptables.
En 2011 Econ Journal Watch publicó un artículo que Gordon escribió con el consultor sueco Per Nilsson llamado "The Ideological Profile of Harvard University Press: Categorizing 494 Books Published 2000-2010." Se presentó un análisis de hoja de cálculo de los libros, algunos de los cuales no leyeron, y llegaron a la conclusión problema de la inclinación política de la prensa de Harvard, "no es que es ideológica, sino que su ideología es predominantemente de izquierda." Un crítico señaló que un autor no considera que su libro es "izquierdista" y que la razón de otros libros se han caracterizado así no estaba clara.

## Libros
- Resurrecting Marx: The Analytical Marxists on Freedom, Exploitation, and Justice. Transaction Publishers. 1991. ISBN 0887383904.
- Editor, con Jeremey Shearmur. H. B. Acton's The Morals of Markets and Related Essays, 2nd edition (1 de abril de 1993). Liberty Fund, Inc, 1993. ISBN 978-0865971066
- The Philosophical Origins of Austrian Economics. Ludwig von Mises Institute. 1996. ISBN 0-945466-14-5.
- An Introduction to Economic Reasoning (en formato de libro electrónico ). Ludwig von Mises Institute. 2000. ISBN 0-945466-28-5.
- Editor, Secession, State & Liberty. Transaction Publishers. 2002. ISBN 0765809435.
- The Essential Rothbard. Ludwig von Mises Institute. 2007. ISBN 1933550104.